# Baby Driver
Baby Driver je americko-britský akční hudební thriller z roku 2017. O režii a scénář se postaral Edgar Wright. Ve snímku hrají hlavní role Ansel Elgort, Kevin Spacey, Lily James, Jon Bernthal, Eiza González, Jon Hamm a Jamie Foxx. Film měl premiéru na Filmovém festivalu South by Southwest 11. března 2017 a do kin byl oficiálně uveden 28. června 2017. Film je znám díky akci, která je synchronizovaná s hudbou.

## Obsazení
| Ansel Elgort (dabing Oldřich Hajlich) | Miles „Baby"      |
| Lily James (dabing Marika Šoposká)    | Debora            |
| Kevin Spacey (dabing Igor Bareš)      | Doc               |
| Jon Hamm (dabing Pavel Šrom)          | Jason/Buddy       |
| Jamie Foxx (dabing Filip Švarc)       | Leon/Bats         |
| Jon Bernthal (dabing Filip Jančík)    | Griffin „Griff"   |
| Eiza González (dabing Týna Průchová)  | Monica/Darling    |
| CJ Jones (dabing Jiří Kvasnička)      | Joseph            |
| Flea                                  | Eddie „No-Nose“   |
| Lanny Joon                            | JD                |
| Sky Ferreira                          | Babyho matka      |
| Big Boi                               | ochranka          |
| Killer Mike                           | ochranka          |
| Paul Williams                         | Řezník            |
| Jon Spencer                           | strážný ve vězení |

## Produkce
Scenárista a režisér Edgar Wright se poprvé dostal k projektu v roce 1994. Filmový originál adaptoval do hudebního videoklipu hudební skupiny Mint Royale k písničce „Blue Song“, ve kterém hrál hudbu-milujícího řidiče skupiny vykrádačů bank Noel Fielding. Videoklip je krátce ukázán ve filmu, když hlavní postava přepíná televizní programy. Inspirace pro film vznikla z filmů Na svobodě, Bod zlomu, Gauneři a Nelítostný souboj.

### Casting
Produkce filmu byla oznámena v červenci roku 2014. Ansel Elgort si musel při konkurzu vybrat jednu písničku a odzpívat jí na playback. Vybral si písničku „Easy“ od The Commodores. Do dalších rolí byli zvažováni Emma Stoneová, Michael Douglas, Lily James, Jamie Foxx. V říjnu roku 2015 podepsal smlouvu na roli jednoho ze členů gangu herec Jon Hamm. V listopadu bylo oznámeno, že Kevin Spacey si zahraje kriminálníka a vedoucího skupiny. V prosinci bylo potvrzena herečka Eiza Gonáles. Jon Bernt byl obsazen v únoru roku 2016.

## Přijetí

### Tržby
Film vydělal k 19. říjnu 2017 107,8 milionů dolarů v Severní Americe a 118,8 milionů dolarů v ostatních oblastech, celkově tak vydělal 226,6 milionů dolarů po celém světě. Rozpočet filmu činil 34 milionů dolarů. V Severní Americe byl oficiálně uveden 26. června 2016. Za první víkend docílil druhé nejvyšší návštěvnosti, kdy vydělal 21 milionů dolarů. Na první místě se umístil animovaný film Já, padouch 3, který utržil 72,4 milionů dolarů.
V České republice hrubé tržby činí 8.699.848 Kč. Čisté tržby pak 7.473.666 Kč.

### Recenze
Film získal pozitivní recenze od kritiků. Na recenzní stránce Rotten Tomatoes získal z 288 započtených recenzí 93 procent s průměrným ratingem 8,1 bodů z deseti. Na serveru Metacritic snímek získal z 52 recenzí 86 bodů ze sta. Na Česko-Slovenské filmové databázi snímek získal 73%.

## Nominace a ocenění
| Ocenění                                       | Datum ceremoniálu | Kategorie                                                          | Nominovaný                                | Výsledek  |
| --------------------------------------------- | ----------------- | ------------------------------------------------------------------ | ----------------------------------------- | --------- |
| Alliance of Women Film Journalists            | 9. ledna 2018     | Nejlepší střih                                                     | Paul Machliss, Jonathan Amos              | vítězství |
| American Cinema Editors Awards                | 26. ledna 2018    | Nejlepší střih – film (komedie)                                    | Paul Machliss, Jonathan Amos              | nominace  |
| Black Reel Awards                             | 18. února 2018    | Nejlepší herec ve vedlejší roli                                    | Jamie Foxx                                | nominace  |
| Central Ohio Film Critics Association         | 4. ledna 2018     | Nejlepší střih                                                     | Paul Machliss, Jonathan Amos              | vítězství |
| Critics Choice Awards                         | 11. ledna 2018    | Nejlepší střih                                                     | Paul Machliss, Jonathan Amos              | vítězství |
| Critics Choice Awards                         | 11. ledna 2018    | Nejlepší akční snímek                                              | Baby Driver                               | nominace  |
| Detroit Film Critics Society                  | 7. prosince 2017  | Nejlepší použití hudby                                             | Baby Driver                               | vítězství |
| Filmová cena Britské akademie                 | 18. února 2018    | Nejlepší střih                                                     | Paul Machliss, Jonathan Amos              | vítězství |
| Chicago Film Critics Association              | 12. prosince 2017 | Nejlepší střih                                                     | Paul Machliss, Jonathan Amos              | vítězství |
| IndieWire Critic's Poll                       | 19. prosince 2016 | Nejočekávanější snímek roku 2017                                   | Baby Driver                               | nominace  |
| Houston Film Critics Society Awards           | 6. ledna 2018     | Nejlepší plakát                                                    | Baby Driver                               | nominace  |
| National Board of Review                      | 4. ledna 2018     | Nejlepších deset filmů roku 2017                                   | Baby Driver                               | vítězství |
| New York Film Critics Online                  | 10. prosince 2017 | Nejlepší použití hudby                                             | Baby Driver                               | vítězství |
| North Texas Film Critics Association          | 18. prosince 2017 | Nejlepší film                                                      | Baby Driver                               | nominace  |
| Oscar                                         | 4. března 2018    | Nejlepší střih                                                     | Paul Machliss, Jonathan Amos              | nominace  |
| Oscar                                         | 4. března 2018    | Nejlepší střih zvuku                                               | Julian Slater                             | nominace  |
| Oscar                                         | 4. března 2018    | Nejlepší zvuk                                                      | Tim Cavagin, Mary H. Ellis, Julian Slater | nominace  |
| Phoenix Critics Circle                        | 16. prosince 2017 | Nejlepší režie                                                     | Edgar Wright                              | nominace  |
| Phoenix Film Critics Society                  | 19. prosince 2017 | Nejlepší střih                                                     | Paul Machliss, Jonathan Amos              | nominace  |
| San Diego Film Critics Society                | 11. prosince 2017 | Nejlepší střih                                                     | Paul Machliss, Jonathan Amos              | vítězství |
| San Diego Film Critics Society                | 11. prosince 2017 | Nejlepší použití hudby                                             | Baby Driver                               | vítězství |
| San Francisco Film Critics Circle Awards      | 10. prosince 2017 | Nejlepší střih                                                     | Paul Machliss, Jonathan Amos              | vítězství |
| Satellite Awards                              | 10. února 2018    | Nejlepší střih                                                     | Paul Machliss, Jonathan Amos              | nominace  |
| Screen Actors Guild Awards                    | 21. ledna 2018    | Nejlepší výkon kaskaderského souboru ve filmu                      | Baby Driver                               | nominace  |
| Seattle Film Critics Society                  | 18. prosince 2017 | Nejlepší střih                                                     | Paul Machliss, Jonathan Amos              | nominace  |
| St. Louis Film Critics Association            | 17. prosince 2017 | Nejlepší střih                                                     | Paul Machliss, Jonathan Amos              | vítězství |
| St. Louis Film Critics Association            | 17. prosince 2017 | Nejlepší soundtrack                                                | Baby Driver                               | vítězství |
| Washington D.C. Area Film Critics Association | 8. prosince 2017  | Nejlepší střih                                                     | Paul Machliss, Jonathan Amos              | vítězství |
| Zlatý glóbus                                  | 7. ledna 2018     | Nejlepší mužský herecký výkon v hlavní roli (muzikál nebo komedie) | Ansel Elgort                              | nominace  |